# Џон Патрик Шанли
Џон Патрик Шанли (енгл. John Patrick Shanley; 3. октобар 1950) амерички је драматург, позоришни и филмски режисер и сценариста. Познат је по представи Сумња: Парабола, по којој је 2008. године снимио филм са Мерил Стрип и Филипом Симором Хофманом у главним улогама. Сценариста је филма Опчињена месецом из 1987. године за који је освојио Оскара за најбољи оригинални сценарио. Такође је добитник Пулицерове награде и Тонија.